# Camellia nervosa
Camellia nervosa là một loài thực vật có hoa trong họ Theaceae. Loài này được (Gagnep.) H.T.Chang mô tả khoa học đầu tiên năm 1981.